# Atletismo nos Jogos Pan-Americanos de 1991 - 5000 m masculino
As provas dos 5000 m masculino nos Jogos Pan-Americanos de 1991 foram realizadas em 4 e 7 de agosto em Havana, Cuba.

## Medalhistas
| Ouro                      | Prata                      | Bronze                      |
| Arturo Barrios MEX México | Ignacio Fragoso MEX México | Antonio Silio ARG Argentina |

## Resultados

### Final
| Posição           | Nome                 | Nacionalidade      | Tempo    | Notas |
| ----------------- | -------------------- | ------------------ | -------- | ----- |
| Medalha de ouro   | Arturo Barrios       | MEX México         | 13:35.83 |       |
| Medalha de prata  | Ignacio Fragoso      | MEX México         | 13:45.15 |       |
| Medalha de bronze | Antonio Silio        | ARG Argentina      | 14:02.72 |       |
| 4                 | Jim Farmer           | USA Estados Unidos | 14:03.93 |       |
| 5                 | José Antonio Morales | GUA Guatemala      | 14:05.82 |       |
| 6                 | Keith Brantly        | USA Estados Unidos | 14:18.72 |       |
| 7                 | Marc Olesen          | CAN Canadá         | 14:21.72 |       |
| 8                 | Juan Ramón Conde     | CUB Cuba           | 14:27.90 |       |